# Johanna Spyri
Johanna Spyri là một nữ tác giả văn học người Thụy Sĩ (Sinh ngày 12 tháng 6 năm 1827 – Mất ngày 7 tháng 7 năm 1901). Bà viết các tác phẩm dành cho trẻ em. Tác phẩm được biết đến nhiều nhất là Heidi (Bản dịch tiếng Việt có tên "Heidi cô bé trên núi cao"). Khi chào đời Johanna Spyri có tên là Johanna Louise Heusser. Bà sinh ra ở một vùng quê hẻo lánh tại Hirzel, Thụy Sĩ. Khi còn nhỏ bà trải qua những mùa hè tại khu vực xung quanh thị trấn Chur, thủ phủ của bang Graubünden (Thụy Sĩ), một nguồn cảm hứng cho các tác phẩm sau này của bà.

## Tiểu sử
Năm 1852, Johanna Heusser cưới Bernhard Spyri, một luật sư. Khi định cư tại thành phố Zurich, JOHANNA SPYRI bắt đầu viết về cuộc sống ở vùng quê. Tác phẩm đầu tay của bà, A Note on Vrony's Grave, viết về cuộc sống của một người phụ nữ bị bạo hành gia đình, được xuất bản năm 1871. Những năm tiếp theo, các tiểu thuyết dành cho cả người lớn và trẻ em xuất hiện, một trong số đó là Heidi, một tác phẩm mà bà hoàn thành trong bốn tuần. Heidi là một câu chuyện về một cô bé mồ côi, cô sống với ông nội trên dãy núi Alps ở Thụy Sĩ, tác phẩm nổi tiếng với những miêu tả tuyệt đẹp về khung cảnh đó.
Chồng và đứa con trai duy nhất của bà, Bernard, đều mất trong năm 1884. Trong cảnh cô đơn, bà dấn thân vào các công tác thiện nguyện và viết hơn năm mươi tác phẩm cho đến khi mất năm 1901. Bà được chôn cất trong khu vực dành cho dòng họ bà tại nghĩa trang Sihlfeld-A ở Zürich. Là một nhân vật nổi tiếng tại Thụy Sĩ, chân dung của bà được in trên tem bưu điện năm 1951 và trên đồng xu 20 Franc Thụy Sĩ được phát hành đặc biệt năm 2001.
Tháng 4 năm 2010, một giáo sư, trong lúc nghiên cứu về truyện tranh trẻ em, đã tìm thấy một tác phẩm viết năm 1830 của một giáo viên lịch sử người Đức tên là Adam von Kamp. Có lẽ Johanna Spyri đã dựa trên cuốn sách này để viết Heidi. Tác phẩm của Adam von Kamp được đặt tên là Adelheide - das Mädchen von Alpengebirge— nghĩa là "Adelheide, cô bé trên dãy núi Alps". Hai tác phẩm có rất nhiều điểm tương đồng về diễn biến câu chuyện và lối miêu tả. Nhà nghiên cứu tiểu sử của Spyri, Regine Schindler, nói rằng rất có thể Spyri đã thân thuộc với tác phẩm này vì bà lớn lên trong một ngôi nhà giàu truyền thống văn chương.

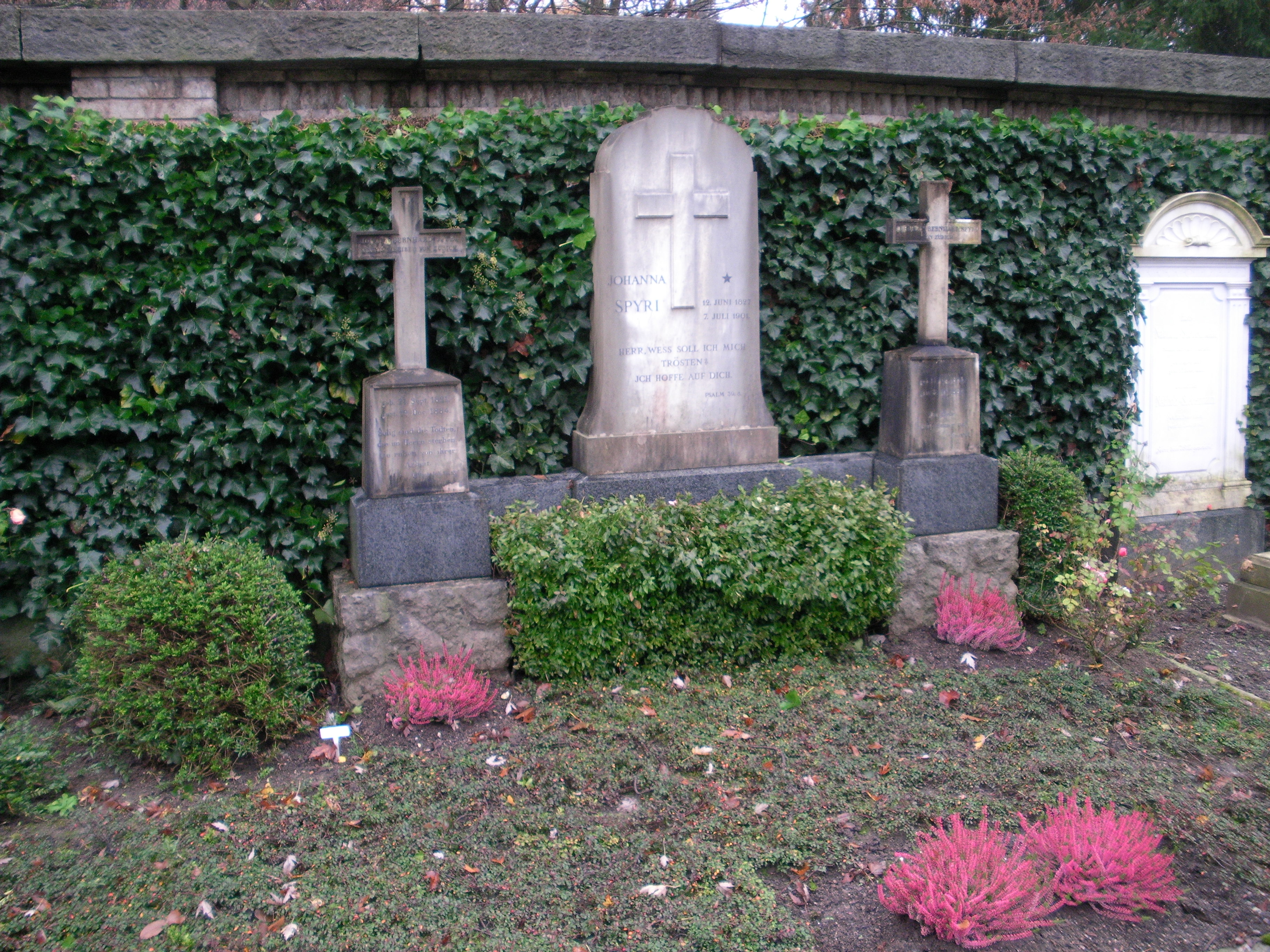
Phần mộ Johanna Spyri

## Tác phẩm
(Theo thứ tự bảng chữ cái)

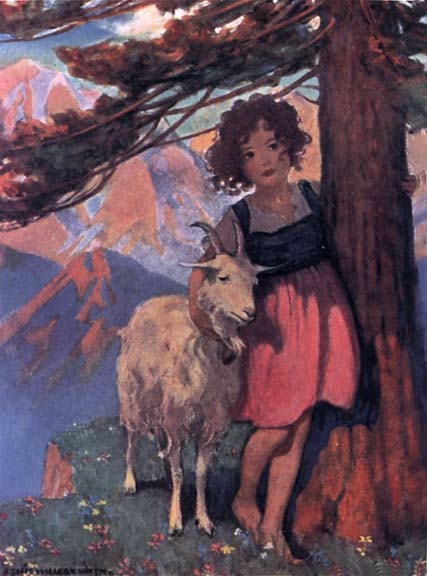
Bìa sách Heidi năm 1922

- Chel, A Story of the Swiss Mountains (tạm dịch: Chel, câu chuyện của những ngọn núi ở Thụy Sĩ)
- Cornelli
- Erick and Sally (tạm dịch Erick và Sally)
- Gritli's Children (tạm dịch: Những đứa trẻ của Gritli)
- Heidi (Heidi cô bé trên núi cao)
- Jörli. The Story of a Swiss Boy (tạm dịch: Jörli, câu chuyện về một cậu bé Thụy Sĩ)
- Maezli. A Story of the Swiss Valleys (tạm dịch: Maezli, một câu chuyện về những thung lũng ở Thụy Sĩ)
- Moni the Goat-Boy
- Rico and Wiseli (tạm dịch: Rico và wiseli)
- Toni, the Little Woodcarver (tạm dịch: Toni, người thợ chạm khắc gỗ)
- Uncle Titus and His Visit to the Country (tạm dịch: Cậu Titus và chuyến về quê)
- Veronica And Other Friends. Two Stories For Children (tạm dịch: Veronica và những người bạn, hai câu chuyện dành cho trẻ em)
- What Sami Sings with the Birds (tạm dịch: Sami đã hát gì với lũ chim)